# تپه چغاخاتون جنوبی
تپه چغاخاتون جنوبی مربوط به عصر مس است و در شهرستان ملایر، بخش سامن، دهستان آروزمان، روستای آورزمان واقع شده و این اثر در تاریخ ۲۶ اسفند ۱۳۸۷ با شمارهٔ ثبت ۲۶۱۵۵ به‌عنوان یکی از آثار ملی ایران به ثبت رسیده‌است.